# Tony Shalhoub
Anthony Marcus Shalhoub, född 9 oktober 1953 i Green Bay, Wisconsin, är en amerikansk skådespelare av libanesisk härkomst.
Shalhoub är kanske mest känd för sin roll som den galne taxichauffören Antonio Scarpacci i Vingar, eller som den briljante detektiven Adrian Monk i tv-serien Monk.

## Filmografi (i urval)
- 1990 – Snabba pengar
- 1991–1997 – Vingar (TV-serie)
- 1991 – Barton Fink
- 1997 – Men in Black
- 1997 – A Life Less Ordinary
- 1998 – Galaxy Quest
- 1998 – Paulie
- 1998 – A Civil Action
- 1999–2000 – Stark Raving Mad (TV-serie)
- 2001 – Spy Kids
- 2001 – The Man Who Wasn't There
- 2002–2009 – Monk (TV-serie)
- 2002 – Life or Something Like It
- 2002 – Men in Black II
- 2006 – Bilar (röst)
- 2007 – 1408
- 2011 – Bilar 2 (röst)
- 2014 – Teenage Mutant Ninja Turtles (röst)
- 2015 – Nurse Jackie (TV-serie)
- 2016 – Teenage Mutant Ninja Turtles: Out of the Shadows (röst)
- 2016 – The Blacklist (TV-serie)
- 2017 – Bilar 3 (röst)
- 2020–2022 – Central Park (TV-serie) (röst)
- 2021 – Rumble (röst)
- 2022 – Bilar på väg (TV-serie) (röst)